# Sulejman Halilović
Sulejman Halilović (Odžak, 1955. november 14. –) jugoszláv válogatott bosnyák labdarúgó, csatár.

## Pályafutása

### Klubcsapatban
1972-ben a Jedinstvo Odžak korosztályos csapatában kezdte a labdarúgást. 1977 és 1984 között a Dinamo Vinkovci, 1984–85-ben a Crvena zvezda labdarúgója volt. A Dinamo játékosaként az 1982–83-as idényben a jugoszláv élvonal gólkirálya volt 18 góllal. A Crvenával jugoszláv kupagyőztes lett. 1985 és 1988 között az osztrák Rapid Wien csaptában szerepelt és két bajnoki címet és egy osztrák kupa győzelmet szerzett az együttessel.

### A válogatottban
1983–84-ben 12 alkalommal szerepelt a jugoszláv válogatottban és egy gólt szerzett. Részt vett az 1984-es franciaországi Európa-bajnokságon.

## Sikerei, díjai
Dinamo Vinkovci
- Jugoszláv bajnokság
  - gólkirály: 1982–83 (18 gól)

 Crvena zvezda
- Jugoszláv kupa
  - győztes: 1985

 Rapid Wien
- Osztrák bajnokság
  - bajnok (2): 1986–87, 1987–88
- Osztrák kupa
  - győztes: 1987